# 1099
| Calendário gregoriano                                                        | 1099 MXCIX                                           |
| Ab urbe condita                                                              | 1852                                                 |
| Calendário arménio                                                           | 548 – 549                                            |
| Calendário bahá'í                                                            | -745 – -744                                          |
| Calendário budista                                                           | 1643                                                 |
| Calendário chinês                                                            | 3795 – 3796 Início a 24 de janeiro (aproximadamente) |
| Calendário copta                                                             | 815 – 816                                            |
| Calendário etíope                                                            | 1091 – 1092                                          |
| Calendários hindus - Vikram Samvat - Calendário nacional indiano - Cáli Iuga | 1154 – 1155 1020 – 1021 4199 – 4200                  |
| Calendário Holoceno                                                          | 11099                                                |
| Calendário islâmico                                                          | 492 – 493                                            |
| Calendário judaico                                                           | 4859 – 4860                                          |
| Calendário persa                                                             | 477 – 478                                            |
| Calendário rúnico                                                            | 1349                                                 |
| Calendário solar tailandês                                                   | 1642                                                 |

1099 (MXCIX, na numeração romana) foi um ano comum do século XI do calendário juliano, da Era de Cristo, a sua letra dominical foi B (52 semanas), teve início a um sábado e terminou também a um sábado.
No território que viria a ser o reino de Portugal estava em vigor a Era de César que já contava 1137 anos.
| Ano completo                   |
| ------------------------------ |
| Ano comum com início ao sábado |

## Eventos
- Primeira Cruzada:
  - 7 de Junho a 15 de Julho: Cerco e conquista de Jerusalém pelos cruzados.
  - 22 de Julho - Início do concílio na Igreja do Santo Sepulcro que elege Godofredo de Bulhão como Protector do Santo Sepulcro.
  - 1 de Agosto - Arnulfo de Chocques é eleito Patriarca Latino de Jerusalém, sendo substituído ainda neste ano por Dagoberto de Pisa.
  - 12 de Agosto - Os cruzados voltam a vencer o Califado Fatímida na Batalha de Ascalão.
- 13 de Agosto - Eleição do papa Pascoal II.
- Maurício Burdino é nomeado sucessor de Crescónio, como bispo de Coimbra.
- Primeira referência documental ao Castelo de Faria, como pertencente a Soeiro Mendes da Maia.
- Construção da igreja de Santa Maria del Popolo em Roma, Itália.
- Afonso VI de Castela e Leão concede o Foro de Miranda de Ebro.
- Fundação da Mui Venerável Ordem do Hospital de São João de Jerusalém.

## Nascimentos
- Guilherme X da Aquitânia (m. 1137).
- Olavo Magnusson, rei da Noruega (m. 1115).

## Mortes
- Donaldo III da Escócia, deposto rei da Escócia.
- 20 de Abril - Pedro Bartolomeu, monge e místico da Primeira Cruzada.
- 29 de Julho - Papa Urbano II (n. 1042).
- 10 de Julho - Rodrigo Diaz de Vivar, conhecido como El Cid (n. 1043).